# Xã Grant, Quận O'Brien, Iowa
Xã Grant (tiếng Anh: Grant Township) là một xã thuộc quận O'Brien, tiểu bang Iowa, Hoa Kỳ. Năm 2010, dân số của xã này là 154 người.